# Julian Beck
Julian Beck (ur. 31 maja 1925, zm. 14 września 1985) – amerykański aktor, reżyser, scenograf, malarz i poeta, współzałożyciel i wieloletni kierownik The Living Theatre.

## Dzieciństwo i młodość
Pochodził z Nowego Jorku, był synem Mabel Lucille Beck (z domu Blum) – nauczycielki i Irwinga Becka – przedsiębiorcy. Kształcił się na Uniwersytecie Yale oraz w City College of New York, zarzucił jednak naukę na rzecz aktywności artystycznej.
Wiedzę teatralną zdobywał pod kierunkiem Erwina Piscatora. W 1943 poznał Judith Malinę, która w 1948 została jego żoną. Tworzyli razem związek otwarty (m.in. ich wspólnym kochankiem był Lester Schwarz, biseksualny robotnik portowy). Jako awangardowy malarz debiutował w 1945 wystawą w galerii Guggenheima.

## The Living Theatre
W 1947 wraz z Judith Maliną Julian Beck założył The Living Theatre, który współtworzył aż do swojej śmierci. Wspólnie budowali popularność teatru w nowojorskim środowisku off-off-broadwayowym, razem po realizacji spektaklu The Brig opuścili Stany Zjednoczone, rozpoczynając karierę w Europie. Po rozpadzie w 1970 komuny tworzącej teatr na mniejsze grupy Beck i Malina, pozostawszy przy dotychczasowej nazwie, kontynuowali wspólną pracę. W latach 80. powrócili do Nowego Jorku. Odgrywał główne role w spektaklach teatru, do najbardziej znanych należą: Kreon w Antygonie (1967), postacie w Paradise Now! (1968), Matuzalem/Shaw w The Yellow Menthuselah (1982), Obcy w The Archaeology of Sleep (1983). Był autorem scenografii do większości spektakli, w tym do The Connection (1959), The Brig (1963) oraz do szczególnie widowiskowego Frankensteina (1965). Od niego zależała zawsze literacka warstwa spektakli, sam był autorem tekstu do m.in. The Archeaology of Sleep. Rzadziej zajmował się reżyserią, do jego realizacji można zaliczyć: Dziś wieczór improwizujemy Pirandella (1955 i 1959), Many Loves W. C. Williamsa (1959), The Cave At Macphelah Paula Goodmana (1959), Człowiek jak człowiek Brechta (1962).

## Filmografia
- 1967 – Król Edyp, jako Tyrezjasz
- 1969 – Miłość i gniew, jako umierający mężczyzna
- 1984 – Cotton Club, jako Sol Weinstein
- 1986 – 9 1/2 tygodnia, jako gość na kolacji
- 1986 – Duch II: Druga strona, jako Kane

## Inne aktywności
Beck jest także autorem zbiorków wierszy: Songs of the Revolution: One to Thirty-Five (1963), Twenty-One Songs of the Revolution (1969), Songs of the Revolution: Thirty-Six to Eighty-Nine, Union Generale d'Editions (1974).